# 대사 노폐물

사람의 질소 노폐물인 요소의 구조

대사 노폐물(代謝老廢物, 영어: metabolic waste) 또는 배설물(排泄物, 영어: excrement)은 생물체에 의해 사용될 수 없는(잉여 또는 독성) 대사 과정(예: 세포 호흡)에서 남겨지는 물질로 배설되어야 한다. 대사 노폐물로는 질소 화합물, 물, 이산화 탄소(CO2), 인산염, 황산염 등이 있다. 동물은 이러한 화합물을 배설물로 취급한다. 식물은 그 중 일부(주로 질소 화합물)을 유용한 물질로 바구는 화학적 과정을 가지고 있다.
폐를 통해 수증기와 함께 배출되는 이산화 탄소(CO2)를 제외하고 모든 대사 노폐물은 배설 기관(신관, 말피기관, 콩팥)을 통해 물에 녹은 용질의 형태로 배설된다. 이러한 화합물의 제거는 생물의 화학적 항상성을 유지할 수 있게 한다.

## 질소 노폐물
생물에서 과잉의 질소가 제거되는 형태의 질소 화합물을 질소 노폐물(窒素老廢物, 영어: nitrogenous waste 또는 nitrogen waste)이라고 한다. 질소 노폐물로는 암모니아, 요소, 요산 및 크레아티닌이 있다. 이들 물질은 모두 단백질 대사에서 생성된다. 많은 동물에서 이러한 노폐물의 주요 배설 경로는 소변이며, 일부에서는 대변이다.

### 암모니아 배출
암모니아 배출성(ammonotelism)은 암모니아와 암모늄 이온의 형태로 질소 노폐물을 배출하는 것을 의미한다. 암모니아(NH3)는 단백질이 탄수화물로 전환될 때 단백질로부터 제거되는 아미노기(–NH2)의 산화에 의해 형성된다. 암모니아는 조직에 대해 매우 독성이 강한 물질이며, 물에 아주 잘 용해된다. 암모니아의 형태로는 하나의 질소 원자만 제거된다. 암모니아의 배설에는 많은 양의 물이 필요하며, 독성을 방지하기 위해 배설액의 암모니아 수준을 체액 수준 이하로 유지하려면 질소 1 g당 약 0.5 L의 물이 필요하다. 따라서 해양 생물은 암모니아를 물 속으로 직접적으로 배출하며, 이를 암모니아 배출(영어: ammonotelic)이라고 한다. 암모니아 배출 동물에는 갑각류, 편형동물, 자포동물, 해면동물, 극피동물 및 기타 수생 무척추동물이 있다.

### 요소 배출성
요소 배출성(ureotelism)은 요소의 형태로 질소 노폐물을 배출하는 것을 의미한다. 육상 동물, 주로 양서류와 포유류는 암모니아를 요소로 전환하는 데, 이 과정은 간과 콩팥에서 일어난다. 암모니아를 요소로 전환하여 배출하는 것을 요소 배출(尿素排出, 영어: ureotelic)이라고 한다. 요소는 암모니아보다 독성이 덜한 화합물이다. 2개의 질소 원자가 요소를 통해 제거되며, 배설을 위해 암모니아에 비해 필요로 하는 물의 양이 적다. 1 g의 질소를 배출하는 데 0.05 L의 물이 필요하며, 이는 암모니아 배출 동물에서 필요로 하는 물의 양의 약 10%에 불과하다.

### 요산 배출성
요산 배출성(uricotelism)은 요산의 형태로 질소 노폐물을 배출하는 것을 의미한다. 요산 배출(尿酸排出, 영어: uricotelic) 동물에는 곤충, 새 및 대부분의 파충류가 포함된다. 요소보다 더 많은 대사 에너지가 필요하지만 요산은 독성이 낮고 물에 대한 용해도가 낮기 때문에 포유류의 액체 소변에 비해 대변에 있는 작은 부피의 반투명한 흰색 현탁액으로 농축될 수 있다. 특히, 유인원과 사람은 요소 배출 동물이지만 정도는 작지만 요산 배출 동물이기도 하다. 이들 동물에서 요산은 잠재적으로 신장 결석 및 통풍과 같은 문제를 일으킬 수 있지만 혈액의 항산화제 역할도 한다.

## 물과 기체
이러한 화합물은 탄수화물과 지질의 이화작용 동안 축합 반응에서, 그리고 아미노산의 일부 다른 대사 반응에서 형성된다. 산소(O2)는 식물과 일부 세균에서 광합성에 의해 생성되는 반면 이산화 탄소(CO2)는 모든 동물과 식물에서 노폐물이다. 질소(N2)는 탈질산화 세균에 의해 노폐물로 생성되며, 부패에 관여하는 세균은 대부분의 무척추동물과 척추동물과 마찬가지로 암모니아를 생성한다. 물은 동물과 광합성을 하는 식물에서 나오는 유일한 액체 노폐물이다.

## 고체
질산염과 아질산염은 질산화 세균에 의해 생성되는 노폐물이며, 황과 황산염은 황환원 세균과 황산염환원 세균에 의해 생성되는 노폐물이다. 불용성 철 노폐물은 가용성 형태를 사용하여 철산화 세균에 의해 생성될 수 있다. 수지, 지방, 왁스 및 복합 유기 화합물이 식물에서 흘러나온다(예: 고무나무 및 유액에서 나오는 라텍스). 고체 노폐물은 헤모글로빈과 같은 색소의 분해 과정에서 유래된 유기 색소로 만들어질 수 있으며, 탄산염, 중탄산염 및 인산염과 같은 무기염은 이온 또는 분자 형태의 고체로 배설된다.
동물은 고체 노폐물을 대변의 형태로 처리한다.

## 같이 보기
- 암모니아 중독
- 탈아미노화
- 암모니아
- 요소
- 요산
- 이산화 탄소
- 물